# Rhydderch (bispo)
Rhydderch (em latim medieval: Riderch) foi um bispo de Meneva do século X (moderna St. Davids).
A maioria das fontes coloca o seu ministério entre Ruelin e Elwyn, mas os Anais de Gales colocam-no depois de Morfyw com a sua data de morte em cerca de 965 sob a datação de Phillimore do texto A.